# Hugues Randin
Hugues Randin (né en 1628 et décédé en 1677) fut un ingénieur français à l'emploi du gouverneur de la Nouvelle-France Louis de Buade de Frontenac. Il fut aussi un cartographe et un architecte.
Hugues Randin arriva en Nouvelle-France en 1665 faisant partie du Régiment de Carignan-Salières. Le régiment fut rapatrié en 1668, mais il demeura en Nouvelle-France.
En 1671, il travailla pour Frontenac et fit un voyage au Fort Pentagouet pour déterminer sa condition. L'année suivante, il fut accordé une seigneurie sur les bords du fleuve Saint-Laurent.
En 1673, Randin dessina et supervisa la construction du Fort Frontenac, un poste de traite et un fort militaire qui deviendra la ville de Kingston (Ontario). Il demeura au service de Frontenac et reçut pour ses services rendus une autre seigneurie en Acadie. Après sa mort, sa propriété fut offert à l'Hôtel-Dieu de Québec par son héritier.